# Bud Walton Arena
La Bud Walton Arena (aussi connue comme Basketball Palace of Mid-America) est une salle omnisports située sur le campus de l'Université de l'Arkansas à Fayetteville dans l'État de l'Arkansas. 
Actuellement et depuis novembre 1993, ses locataires sont les équipes masculine (Arkansas Razorbacks) et féminine (Arkansas Ladybacks) de basket-ball de l'université de l'Arkansas. Sa capacité est de 19 368 places et c'est la 5e plus grande salle universitaire du pays.

## Histoire
Précédemment, les équipes de basket-ball du campus jouaient dans la Barnhill Arena, une salle de 10 000 places construite en 1954, et depuis cette salle ne sert que pour le volley-ball. 
L'équipe masculine des Arkansas Razorbacks a gagné le Championnat NCAA de basket-ball durant sa première saison dans l'arène en 1993 avec 16 victoires et 0 défaites.
En 2004, un nouveau tableau d'affichage est installé. Avec ses 24 pieds, trois pouces de large par 22 pieds de haut, quatre écrans videos, chaque écran mesurant 12 pieds, six pouces de large par huit pieds, 10 pouces de hauteur (En plus, il y a un anneau DEL au-dessus qui affiche les statistiques de jeu). En 2005, les vestiaires ont été transformées, et un lounge (salon) et une salle de réunion ont été ajoutés.
Le 30 avril 2007, l'Université de l'Arkansas a annoncé l'extension de la Bud Walton Arena avec d'addition de 12 suites de luxe. L'addition de ces suites augmentera la capacité à 19 368 places alors qu'elle était de 19 200 places auparavant.